# Сви председникови људи (филм)
Сви председникови људи (енгл. All the President’s Men) је амерички биографски политички трилер филм, са елементима мистерије, из 1976. године у режији Алана Пакуле. Филм је написао и адаптирао Вилијам Голдман из истоимене нефикцијске књиге новинара Вашингтон Поста Карла Бернстина и Боба Вудворда. Радња филма покрива истраживање Вудворда (Роберт Редфорд) и Бернстина (Дастин Хофман) о афери Вотергејт, који је довео до краја власти америчког републиканског председника Ричарда Никсона. Заједно са ранијим филмовима Детектив Клут (1971) и Убице и сведоци (1974), филм чини „Параноја трилогију” режисера Алана Пакуле.
Идеју да се сними филм о, у том тренутку текућој афери Вотергејт, прво је добио глумац Роберт Рефорд који је читао Бернстинова и Вудвордова извештавања за Вашингтон Пост током снимања филма The Way We Were. Редфорд је откупио права на адаптацију књиге од Бернстина и Вудворда 1974. године, преко своје продукцијске куће Wildwood Enterprises (транск. Вајлдвуд Ентерпрајзез) за четиристо педесет хиљада долара. Када је сазнао да је глумац Дастин Хофман такође желео да откупи права на адаптацију књиге, Рефорд му је понудио улогу у филму. За сценаристу Редфорд је одабрао Вилијама Голдмана, с ким је раније сарађивао на филму Буч Касиди и Санденс Кид; а за режисера, Алана Пакулу, с ким је раније сарађивао на филму Све о Дејзи Кловер. Снимање филма је започето у мају 1975. године, а филм је имао своју премијеру 9. априла 1976. године у Вашингтону. У СФР Југославији, филм је имао своју премијеру на седмом годишњем FEST-у одржаном у фебруару 1977. године, након чега је дистрибуиран у југословенске биоскопе од стране Кроација филма из Загреба.
Сви председникови људи је номинован за неколико Оскара, Златних глобуса и БАФТА награда, и био је велики критички и комерцијални успех. Џејсон Робардс је добио Оскара за своју улогу уредника Бена Бредлија. Популарност филма се огледала и у америчкој политичкој сцени. Роналд Реган, тадашњи гувернер Калифорније, а касније председник Сједињених Америчких Држава, сматрао је да је популарност филма помогла кандидатури Џимија Картера против Џералда Форда, кандидата Републиканске странке, за титулу председника.
Конгресна библиотека Сједињених Америчких Држава је 2010. године одабрала овај филм за Национални регистар филмова као „културолошки, историјски или естетски значајан”

## Радња
Материјали који сведоче о томе да су представници Никсонове администрације организовали тајно прислушкивање у штабовима својих политичких противника, доспевају у руке запослених у листу Вашингтон Пост што доводи до великог политичког скандала. Скандал је почео када су ухапшена петорица провалника који су провалили у канцеларију Демократског националног комитета (иначе владајућег тела Демократске странке) у хотелу Вотергејт у Вашингтону 17. јуна 1972. године. Главни део филма заузима прилично рутински рад на проналажењу сведока и упорним покушајима да их наведу на разговор. У тренутку када се чинило да је истрага зашла у ћорсокак, новинаре подржава главни уредник листа Хауард Симонс. Као резултат тога, највреднији исказ дао је тајни сведок, чије право име није откривено, али управо његово сведочење доводи до објављивања скандалозних материјала на страницама листа.
На крају филма приказан је телевизијски екран на коме се преноси заклетва председника Никсона и новинари Вудворд и Бернстин који седе поред њега, не обраћајући пажњу на то, ентузијастично раде на новом материјалу. Последњи снимак одражава признања кривице Никсонових људи, њихова сведочења, Никсонову оставку и инаугурацију новог председника Џералда Форда.
Дана 8. септембра 1974. Никсонов наследник Џералд Форд га је помиловао.

## Улоге

### Главне улоге
- Роберт Редфорд — Боб Вудворд
- Дастин Хофман — Карл Бернстин

### Споредне улоге
- Џек Ворден — Хари М. Розенфелд
- Мартин Балсам — Хауард Симонс
- Хал Холбрук — „Дубоко грло”[а]
- Џејсон Робардс — Бен Бредли
- Џејн Александер — Џуди Хобак Милер/„Књиговођа”
- Стивен Колинс — Хју В. Слоун Млађи
- Нед Бејти — Мартин Дардис
- Мередит Бакстер — Дебора Мари Слоун
- Пени Фулер — Сали Ајкен (базирана на Мерилин Бергер)[11]
- Пени Пејсер — Шерон Лајонс
- Линдзи Краус — Кеј Еди
- Роберт Волден — Доналд Сегрети
- Ф. Мари Абрахам — Поручник Пол Липер
- Дејвид Акрин — Јуџин Бачински
- Ричард Херд — Џејмс В. Макорд млађи
- Хенри Калверт — Бернард Бејкер
- Доминик Кијанеси — Јуџинио Мартинез
- Рон Хејл — Френк Стурџис
- Нејт Есформес — Виргилио Р. Гонзалес

### Кастинг
Када је Алан Пакула, окупљао поставу, он и глумци су одлучили да су желели да Бена Бредлија глуми Џејсон Робардс. Рекао је да ће га платити педесет хиљада долара, много пара за Робардса у то време, и дали су му сценарио. И Робардс је био одушевљен. Отишао је кући и прочитао га, и онда се вратио и рекао Пакули и глумцима: "Не могу да глумим. Је л' сте прочитали сценарио?" И они су рекли да јесу. И он је рекао "Бен Бредли, он у сценарију само трчи и виче 'Где је јебена прича?'" И они су му рекли "Па ти ћеш морати да смислиш петнаест начина да то кажеш да звучи другачије, и елегантно." И он је то стварно успео да уради.

Боб Вудворд, 24. октобар 2008.
При куповини права на адаптацију књиге, Роберт Редфорд је наменио себи улогу Боба Вудворда. Редфорд у почетку није желео да глуми у филму, већ само да га продуцира, али је сматрао да би његова популарност помогла филму да се лакше прода дистрибутерима. Редфорд је касније описао ту улогу као „жртву” коју је морао да учини да би филм био снимљен. Да би се посветио филму, Редфорд је одбио улогу Рендала Мекмарфија у филму Лет изнад кукавичјег гнезда. Ту улогу је касније испунио Џек Николсон, и за њу освојио Оскара.
Ал Пачино је био први избор за улогу Карла Бернстина, делом због њихове физичке сличности. Редфорд је одабрао Дастина Хофмана за улогу Карла Бернстина када је сазнао да је Хофман такође покушао да откупи права на адаптацију књиге Сви председникови људи. Хофман је желео да глуми „доброг Јеврејина”, јер је претходно глумио „неваљалог Јеврејина” стендап комичара Ленија Бруса у биографском филму о његовом животу. Он је почео да се интересује за аферу Вотергејт када је, због конекције његовог брата Роналда са председником Никсоном, његова породица била испитивана од стране ФБИ-ја. Када је сазнао да је Редфорд откупио права на филм пре њега, желео је да га упита за улогу у филму, али је био превише поносит да то учини. Када га је Редфорд позвао током припреме за Бродвејску представу All Over Town и понудио му улогу Бернстина, Хофман му је одговорио: „Мислио сам да никад нећеш питати.” О свом мишљењу о филму пре снимања Хофман је у разговору са новинаром недељника Sunday News (транск. Сандеј Њуз) рекао: „Надам се да ће [филм] бити новинарска прича којој је Вотергејт позадински елемент.”
Извршног уредника Вашингтон Поста Бена Бредлија, који је био задужен за надгледање Вудвардовог и Бернстиновог рада о Вотергејту, глумио је Џејсон Робардс. Робардс је био Редфордов први и једини избор за улогу Бредлија, али се он није допао Бену Бредлију или Алану Пакули. Пакула је сматрао да Робардс не би могао да пренесе Бредлијев ауторитет и елегантност, док је Бредли радије желео да га тумачи Џорџ К. Скот. Када га је упознао, Бредли је рекао Робардсу: „Само немој да испаднем сероња.” Робардс и Бредли су се касније спријатељили око заједничких искустава у морнарици. Међу осталима које је Пакула разматрао за улогу били су Роберт Мичам, Карл Малден, Хал Холбрук, Тели Савалас, Хенри Фонда и Берт Ланкастер. Робардс је био плаћен педесет хиљада долара за ову улогу.
Редфорд и Хофман су делили „топ билинг”, навођењем Редфордовог имена изнад Хофмановог у трејлеру и постеру филма, а наводећи Хофманово име знад Редфордовог у самом филму. Овакав метод дељења билинга су раније урадили Џон Вејн и Џејмс Стјуарт у филму Човек који је убио Либертија Валанса из 1962. године.

## Настанак
Роберт Редфорд је почео да чита о провали у канцеларију Демократског националног комитета Демократске странке у хотелу Вотергејт у априлу 1972. године током турнеје за промовисање политичко-сатиричног филма Кандидат. Због политичке поруке филма и политичког угла провале, Редфорд је дискутовао злочин са новинарима током турнеје, и био згрожен њиховим ставом да је провала само „део послова Вашингтона”. Редфорд је био дугогодишњи опонент Никсона и његових полиса и није разумео зашто медији нису активно извештавали о могућој конекцији између Никсона и провале. О Никсону је рекао: 
„Као дете без икаквог разумевања у политику, осетио сам јаку вибрацију неискрености чак и кад сам [Никсона] видео на телевизији, нисам могао да разумем како други људи, поготово новинари, нису могли то да виде. Дакле кад сам чуо да гомила политичких новинара прича о могућој конекцији између Вотергејта и Никсона, не само да сам поверовао у то, него сам и желео да верујем у то. И када се ништа није дешавало, побеснео сам. Половично сам био бесан због себе, због својих осећања, а половично због система, због правде.” 
Редфорд је први пут ступио у контакт са Бобом Вудвордом и Карлом Бернстином у новембру 1972. године док је снимао филм The Way We Were. Његовом позиву је претходио лични неуспех за Вудворда и Бернстина када су на страницама Вашингтон Поста нетачно известили да је Хју Слоун сведочио против Херија Робинса Халдемана пред поротом за случај Вотергејт. Вудворд и Бернстин нису имали успеха при форматирању књиге коју су планирали да напишу о афери Вотергејт и када им се Редфорд јавио са предлогом да адаптира њихово извештавање у филм, они су сматрали да је у питању нека шала. Када их је коначно упознао, Редфорд је описао Вудворда и Бернстина као: „пар који је ударио дно дна.” Након разговора са паром, Редфорд је одлучио да базира свој филм о Вотергејту на њима, замисливши филм као мешавину његових ранијих филмова Кандидат, Буч Касиди и Санденс Кид и Жаока. Филм је замишљен као „buddy-cop” драма, базирана претежно на односу између Вудворда и Бернстина који се, по речима Роберта Редфорда, „уопште нису подносили.”
Пре него што су ступили у контакт са Редфордом, Вудвард и Бернстин су замислили планирану књигу (објављену као Сви председникови људи 1974. године) као објективан извештај чињеница о афери, испричан из перпспективе Гордона Лидија, Хауарда Ханта и Џона Мичела, најзначајнијих актера у прикривању провале. На Редфордов предлог, Вудворд и Бернстин су изменили садржај књиге да буде о њима и њиховом истраживању за Вашингтон Пост. Бернстин у почетку није желео ово да учини сматрајући да ће књига давати утисак препотентности аутора, али је попустио када је увидео да је Редфордов предлог помогао при структурисању приче. О томе је касније рекао: „Садржај је био тако бизаран и компликован да му је требала нека прича да га води, и новинари су могли да буду та прича водиља. Редфорд је био фактор да нас погура да напишемо књигу какву смо написали.” Редфорд је откупио права на адаптацију књиге за четиристо педесет хиљада долара, надмашивши тиме понуду глумца Дастина Хофмана који је за адаптацију понудио четиристо хиљада долара.

### Писање сценарија
За сценаристу који би адаптирао роман, Роберт Редфорд је унајмио Вилијама Голдмана, са којим је сарађивао на филму Буч Касиди и Санденс Кид за који је освојио Оскара за најбољи оригинални сценарио, а касније поново али са мање критичког успеха на филмовима Велики Валдо Пепер и Врели дијамант. Голдман је у почетку имао проблема са форматирањем сценарија, проблем који је решио обрађивањем само првих 170 страница књиге, не књиге у целини. О адаптацији је у својој књизи Adventures in the Screen Trade рекао: „Кад сам почео да истражујем Вудвардову-Бернстинову књигу, пре него што је била објављена, чинила се у најбољем случају, као несигуран пројекат. Политика је била анатема за успешне филмове, садржај је био брбљив, није било акције итд. итд. Али пре свега људима се смучило да слушају о Вотергејту.” Сценарио је прошао кроз неколико ревизија да би удовољио Редфорду, Пакули, Вудворду и Бернстину; и најпре, уредницима Вашингтон Поста Кетрин Грејам и Бену Бредлију. Бредли је бринуо да у филму не испадне „сероња”, рекавши Редфорду током писања сценарија: „Само упамти, прика, да ти одјашеш на коњу или ускочиш у кревет са неком лепом девојком у следећем филму — а ја сам заувек сероња”, док је Грејамова рекла: „Интереси филма нису наши интереси. Ја сам забринута о немању контроле око ствари које ће се наћи у филму.”

Голдман је предао први драфт свог сценарија у августу 1974. године, након чега је студио Ворнер брос. прихватио да финансира филм. Редфорду, Пакули и новинарима Вашингтон Поста се није допао сценарио, и поготово, пријатељски однос пун препуцавања између Вудворда и Бернстина. Бернстин је описао сценарио као: „књига шала Хенрија Јангмена”, док су остали новинари Поста, укључујући Бредлија, филм шаљиво прозвали Буч и Санденс обарају владу. Режисер филма Пакула је о првом драфту сценарија рекао: 
„Сви председникови људи је истинита прича о битном делу америчке историје и мислио сам да то не би требало да се улепшава или да се "филмизује" и поправља за забавну вредност [или] да се [Вудворд и Бернстин] претворе у конвенцијалне, филмске паметњаковиће.”
Бернстин је био против Голдмановог придруживања пројекту од када је Голдман, на вечери где се упознао са новинарима, рекао да је афера Вотергејт била „комична опера”, што је Бернстин схватио као омаловажавање њиховог рада, умањивањем озбиљности политичке ситуације о којој су извештавали. Он је, након неуспеха Голдмановог првог драфта сценарија написао свој сценарио заједно са својом тадашњом девојком, новинарком Нором Ефрон. Сценарио који су написали Бернстин и Ефронова је одбијен од стране продуцената из Ворнер брадерса, али је сцена из сценарија, у којој Бернстин успева да доспе на састанак са Мартином Дардисом преваривши његову секретарицу, интегрисана у коначни сценарио филма. Вилијам Голдман је у својој књизи Adventures in the Screen Trade назвао Рефордову вољност да прочита Бернстинов сценарио: „безкичменом издајом”, док је Вудворд о Бернстиновом сценарију рекао: „Не знам шта су шест најгорих ствари које сам урадио током свог животног лука, али то што сам их пустио да ураде то, да напишу то, то је једна од тих ствари.”
Коначни сценарио филма, Голдман је написао на пролеће 1975. године. У свом документарцу из 2013. године, All the President's Men Revisited, Редфорд је тврдио да су он и Пакула екстензивно радили на сценарију пре снимања, и да је Пакула интервјуисао уреднике и новинаре Вашингтон поста ради тачности сценарија. У чланку за магазин Written By (досл. Написано од) Ричард Стајтон је упоредио различите верзије сценарија филма и дошао до закључка да је Редфордов и Пакулин допринос био занемарљив.

### Снимање
Редфорд је пришао режисеру Алану Пакули са предлогом да режира филм, импресиониран Пакулиним радом на филмовима Клут и Убице и сведоци. Пакула и Редфорд су пре Сви председникови људи сарађивали на филму Све о Дејзи Кловер, 1965. године, у којем је Редфорд тумачио улогу Вејда Луиса. О одабиру Пакуле као режисера, Редфорд је рекао: „У то време сам поштовао [Пакулин] интелект у граду који се чинио као да је био пун филистejaца. [...] Гледао сам његове радове и био сам посебно импресиониран Клутом. По мени је тај филм имао психолошку анализу свега што се дешава, и одлично је користио страх: то су били квалитети које сам јако желео за Свe председниковe људe.” У интервјуу за часопис Британског филмског института Пакула је о одлуци да се придружи пројекту рекао: „Било је могуће направити Убице и сведоци пре Сви председникови људи. Не знам да ли би било могуће урадити Убице и сведоци после Сви председникови људи. Један представља одређено очајање и страх у друштву; а други представља наду. [...] И чињеница да су такве супротности је разлог што сам био привучен [филмом Сви председникови људи].”
Првобитно, Редфорд и Пакула су желели да снимају филм у канцеларијама Вашингтон Поста, али Кетрин Грејам и Бен Бредли нису то дозволили, сматрајући да би снимање ометало рад новинара.